# Raqqa
Pour les articles ayant des titres homophones, voir Raka et Rak'ah.
Raqqa, Racca, Rakka, Raqa, Raqqah, ar-Raqqa ou ar-Raqqah selon les systèmes de translittération (en arabe : الرقة), est une ville du centre de la Syrie. C'est la capitale éponyme du gouvernorat de Raqqa. Elle a également été la « capitale » syrienne de l'organisation djihadiste État islamique de 2014 à 2017 : c'est à Raqqa qu'ont été planifiés la plupart des attentats terroristes qui ont frappé l'Europe, et notamment ceux du 13 novembre 2015 à Paris. La ville est en grande partie détruite lors de la bataille de Raqqa ; depuis octobre 2017, elle est contrôlée par les Forces démocratiques syriennes.

## Géographie

### Situation
Située dans le Nord du pays, la ville de Raqqa est établie sur les rives de l'Euphrate en aval du lac el-Assad, à 170 km à l'est d'Alep.

## Histoire

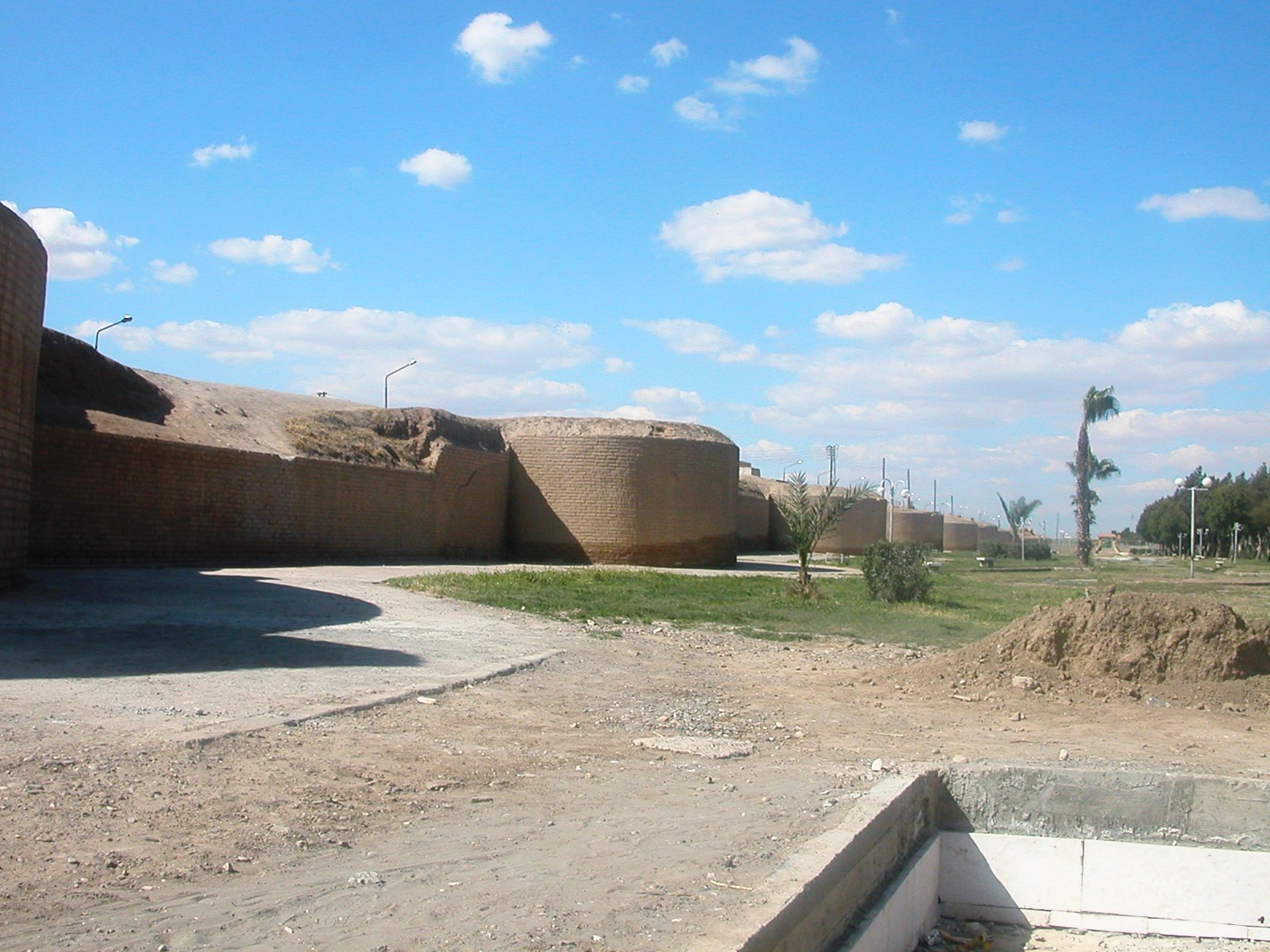
Les fortifications.

### Antiquité
Selon la légende, elle aurait été fondée par Alexandre le Grand au vu de sa situation avantageuse sur l'Euphrate.
En réalité, elle doit sa fondation sous le nom de Nikephorion (en grec Νικηφόριον, latinisé en Nicephorium), au roi Séleucos Ier qui règne de 305 à 281 av. J.-C. Vers 244, Séleucos II fait agrandir la ville et la renomme d'après son surnom Kallinikos (en grec : Καλλίνικος, latinisé en Callinicum) signifiant « grand vainqueur ». Elle fait alors partie de l'Osroène.
En 388 de notre ère un événement survenu dans la ville est le prétexte de l'une des premières manifestation de la lutte d'influence entre l'évêque Ambroise de Milan et l'empereur Théodose. Des moines chrétiens encouragés par l'évêque local y ont en effet brûlé la synagogue de la ville ; sollicité, Théodose prononce initialement le châtiment des incendiaires et le financement de la reconstruction par l'évêque mais Ambroise parvient à le faire céder sur ces deux décisions.
Par la suite, elle porte successivement le nom de Léontopolis sous le règne de l'empereur byzantin Léon Ier le Thrace puis Constantinopolis.

### Période byzantine
Les Byzantins en font une forteresse défensive contre le danger perse mais perdent la ville lors de la bataille de Callinicum, le 19 avril 531. Les armées sassanides de Kavadh Ier dirigées par Sepahbod Azarethes (en) battent les troupes de Bélisaire, général de l'empereur Justinien.

### Période musulmane
Pendant la conquête musulmane du Levant, Iyad ibn Ghanam (en) envoie Souhail ibn Adi (ar) assiéger la ville, qui finit par se rendre. Iyad ibn Ghanam accepte la reddition de la ville et accorde l'aman à ses habitants. Ces derniers peuvent conserver leurs églises à condition qu'ils n'en construisent pas de nouvelles, qu'ils s'acquittent de la djizîa, qu'ils ne se rebellent pas, qu'ils ne fassent pas sonner les cloches, qu'ils n'effectuent pas de processions religieuses en public et qu'ils n'exhibent pas de crucifix. Une fois cela acquis, Iyad ibn Ghanam quitte Balis pour Raqqa avant de faire route vers Ras al-Aïn pour y affronter le gouverneur romain de la Djézireh.
Raqqa gagne en splendeur sous les califes Hicham, qui y fait construire deux palais, et Al Mansour, qui restaure la ville en 754 avant d'en faire la capitale du califat abbasside, remplaçant Bagdad. Sa position stratégique lui permet de protéger Bagdad face à la menace byzantine. Plus belle que jamais et prospère, la ville attire le calife Hâroun ar-Rachîd qui y établit sa résidence d'été et donne à l'élue son nouveau nom d'Al Rafiqa. Un programme de construction est mis en place pour renforcer la ville et en faire un symbole de l'hégémonie abbasside. Posterieurement, l'invasion mongole de 1258 met un terme définitif à cette époque de gloire.
Sous l'Empire ottoman, Raqqa est rattachée à l'eyalet de Raqqa dont la capitale est, en fait, Urfa. En 1864, elle devient un centre de colonisation militaire pour les Bédouins sédentarisés et pour les réfugiés (muhacir (en)) tcherkesses venus du Caucase russe.
De 1922 à 1946, la région est sous mandat français en Syrie et au Liban.

### Pendant la guerre civile

#### Adhésion à la rébellion

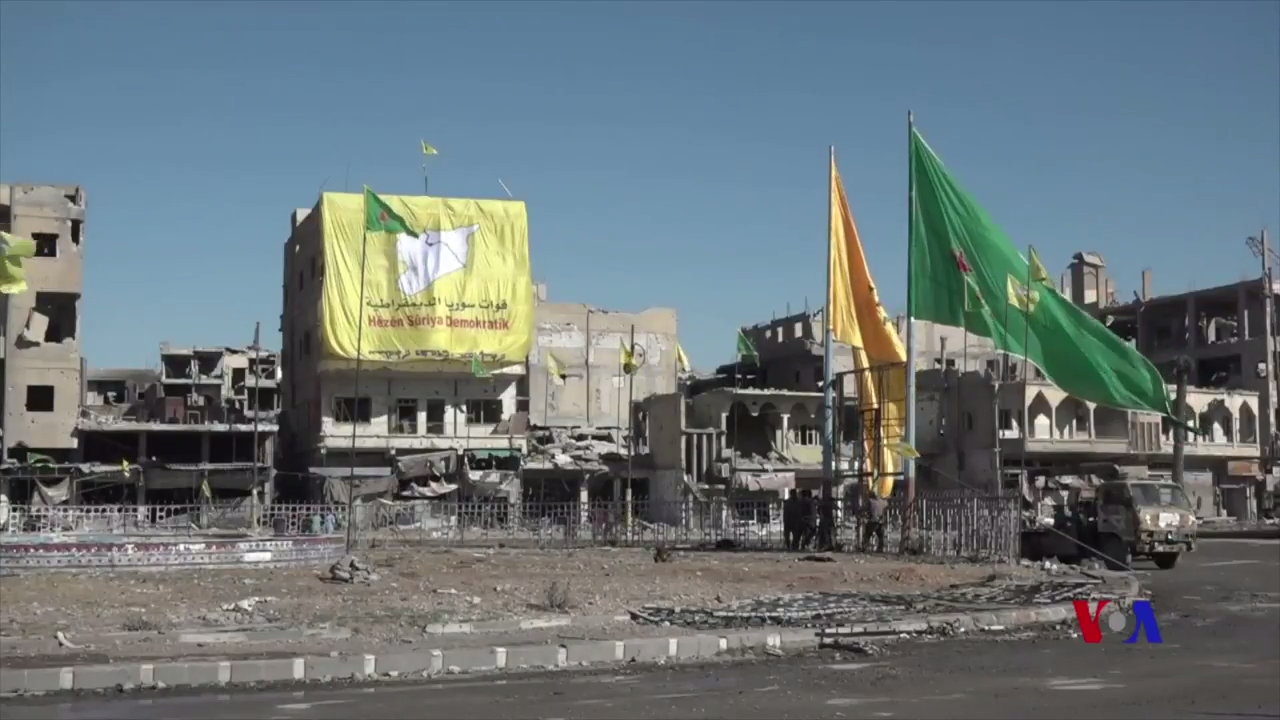
Vue en octobre 2017 du rond-point Al-Naïm, orné des drapeaux des Forces démocratiques syriennes, des YPG et des YPJ après la défaite de l'État islamique en octobre 2017. Cette place était le lieu principal où se déroulaient les exécutions à Raqqa lorsque les djihadistes occupaient la ville.

Raqqa et sa région restent relativement calmes au début de la guerre civile syrienne ; le président Bachar el-Assad se rend même dans la ville le 6 novembre 2011 pour célébrer l'Aïd-el-Kébir,. Le régime syrien tente alors d'acheter les principaux chefs de tribus pour obtenir leur soutien, mais de nombreux jeunes de la région finissent par prendre les armes. En mars 2012, l'assassinat de l'adolescent Ali al-Babinci lors d'une manifestation contre le régime attise l'opposition. En décembre 2012, plusieurs groupes rebelles, dont certains affiliés à l'Armée syrienne libre, forment une alliance appelée le Front de libération de Raqqa.
Dans le contexte de la guerre civile syrienne, la ville tombe le 6 mars 2013 aux mains des rebelles d'Ahrar al-Cham, du Front de libération de Raqqa et du Front al-Nosra, ce qui en fait la première capitale provinciale à passer sous le contrôle de l'opposition depuis le début du conflit en 2011. Les rebelles mettent alors en place une administration, avec un Comité municipal et un Comité judiciaire. En mai de la même année, l'État islamique en Irak et au Levant (EIIL) fait son apparition dans la ville. Après l'annonce de sa formation en avril, la plupart des combattants du Front al-Nosra à Raqqa lui prête allégeance, tandis que les autres se retirent sur Tabqa,. Le 13 mai, des hommes du groupe djihadiste exécutent publiquement trois habitants alaouites sur la place de l'Horloge. Le 28 juillet, le père jésuite Paolo Dall'Oglio, venu à Raqqa effectuer une médiation avec l'EIIL, est enlevé par les djihadistes,. Rapidement, des combats ponctuels éclatent et l'EIIL s'impose grâce au manque de coordination des autres groupes rebelles. L'EIIL s'oppose d'abord au Front al-Nosra, puis aux groupes de l'Armée syrienne libre, comme la Brigade al-Farouq et la Brigade Ahfad al-Rassoul qui sont chassés de la ville, sans qu'Ahrar al-Cham n'intervienne. À l'automne 2013, l'EIIL tient les sorties de Raqqa, tandis qu'Ahrar al-Cham demeure la faction la plus puissante dans le centre-ville.
Début novembre 2013, 14 chefs de tribus de Raqqa prêtent allégeance à l'EIIL, de même que des notables, commerçants ou artisans par « opportunisme, nécessité ou avidité ». Une partie de la population accueille favorablement le groupe, qui remet en place les services publics et une justice fonctionnelle, et dont la discipline protège de la corruption qui entache parfois les autres factions rebelles.
Le 1er janvier 2014, l'imam Abdel-Azim Chaykho est tué devant sa mosquée de Raqqa par l'EIIL. C'était lui qui avait dirigé la prière de l'Aïd-el-Kébir lors de la venue du président Bachar el-Assad dans la ville en 2011, avant de prononcer une khotba élogieuse à son égard,. Son cadavre et ceux de onze autres personnes exécutées par le groupe (majoritairement des soufis suspectés de sympathies progouvernementales) sont enterrés à la va-vite à Tell Bi'a, le cimetière et point le plus haut de la ville.

#### Sous la terreur de Daech
En janvier 2014, un conflit général éclate entre les rebelles et l'EIIL : le 6 janvier, Ahrar al-Cham, l'Armée syrienne libre, et le Front al-Nosra assiègent le quartier-général de l'EIIL et parviennent à prendre le contrôle de la ville le 8 janvier,. Mais les djihadistes contre-attaquent ensuite et reprennent la ville quelques jours plus tard. Raqqa devient alors la principale base, puis la capitale officieuse de l'EIIL en Syrie,,.
Appelée le « Point 11 », la partie souterraine du stade de football (ar) est utilisé comme siège des services secrets de l'État islamique, là où sont retenus ses otages et ses prisonniers les plus importants,, environ 1 500 au total. Le groupe procède à de nombreuses exécutions en place publique, sur des personnes accusées d'homosexualité, de collaboration avec l'ennemi ou simplement d'hostilité à l'organisation, y compris sur des femmes et des enfants dès 13 ans. La blogueuse anti-régime Ruqia Hassan est exécutée pour avoir dénoncé le régime de terreur de l'État islamique (EI). En décembre 2014, une centaine de djihadistes étrangers auraient été exécutés à Raqqa par l'EI pour tentative de désertion,.

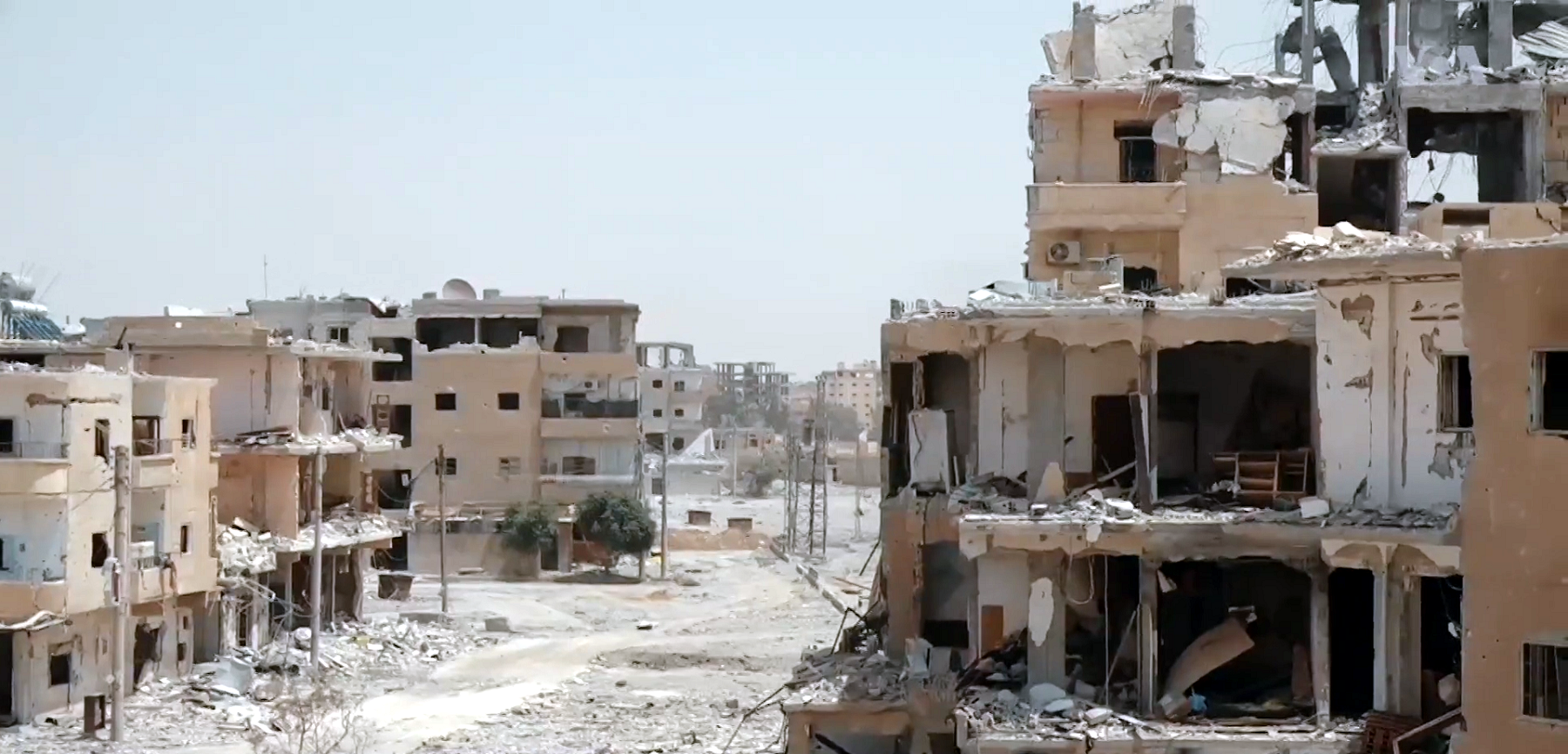
Bâtiments de Raqqa détruits par les combats en 2017.

Le 6 septembre 2014, huit frappes aériennes de l'aviation syrienne tuent 53 personnes, dont au moins 31 civils,,,,. Foued Mohamed-Aggad, futur auteur des attentats du 13 novembre, survit coup sur coup à deux de ces bombardements dans la rue Tall Abyad,,. Le 25 novembre suivant, de nouveaux bombardements particulièrement massifs de l'aviation syrienne font au moins 95 morts dont 52 civils au moins.
C'est à Raqqa, que sont également planifiés les attentats du 13 novembre 2015 en France. En représailles à ces attaques, dix chasseurs de l'armée de l'air française larguent vingt bombes sur Raqqa dans la soirée du 15 novembre,. Ce premier raid fait douze morts parmi les djihadistes et aucune victime civile. Le 17 novembre 2015, la France bombarde Raqqa avec la Russie.

#### Domination des FDS
Le 6 novembre 2016, les Forces démocratiques syriennes (FDS) soutenues par les forces aériennes de la coalition internationale lancent une offensive baptisée Colère de l'Euphrate avec pour objectif de prendre la ville à l'État islamique. Début 2017, 200 000 à 300 000 civils (dont 80 000 déplacés internes) vivent à l'intérieur,,. À la veille de l'entrée des FDS, ils sont encore 160 000 selon les Nations unies. Les FDS pénètrent dans Raqqa par l'ouest (quartier de Harqalah (ar)) et l'est (quartier d'al-Mashalab) le 6 juin 2017, et s'en emparent entièrement le 17 octobre. En quatre mois, les combats font plus de 3 000 morts, dont un tiers de civils, et la ville est détruite à 80 %, en raison des bombardements intensifs de la coalition. En juin 2018, la coalition internationale annonce un plan de reconstruction de la ville ainsi que de déminage[réf. nécessaire].
En janvier 2019, un charnier est découvert au sud-ouest de Raqqa, dans la banlieue agricole d'al-Foukheikha (ar). Il renfermerait jusqu'à 3 500 cadavres. Huit autres fosses avaient alors été exhumées autour de la ville et contenaient 900 cadavres.
Après sa prise par les FDS, Raqqa se reconstruit lentement. Le conseil civil de la ville est administré par deux maires : Leïla Mustapha, une Kurde, et Mouchloub Al-Darwich, un Arabe. En juillet 2019, 54 000 familles ont regagné Raqqa depuis la fin des combats — soit 40 % de la population initiale de la ville — et la maire Leïla Mustapha affirme que 8 000 mines ont été retirées du centre-ville, que 24 stations d'eau et 220 kilomètres de canaux d'irrigation ont été réparés et que 18 hôpitaux ou centres médicaux et 319 écoles ont été réhabilités. La population critique cependant la lenteur de la reconstruction, une centaine d'ONG travaille en coordination avec le conseil civil de Raqqa, mais ce dernier ne reçoit d'aides financière ni de la coalition internationale, ni de l'ONU. La France fournit deux enveloppes de 50 millions d'euros à des ONG en 2018 et 2019, qui sont notamment utilisés pour la réhabilitation des hôpitaux. Malgré cela, une certaine nostalgie de l'État islamique demeure au sein d'une partie de la population,,,.

## Personnalités liées à la commune
- Ruqia Hassan (1985-2015), journaliste citoyenne, exécutée pour « espionnage » sur l'ordre de l'État islamique à Raqqa.
- Mohed Altrad (1948-), homme d'affaires français, dirigeant du Groupe Altrad et président du Montpellier Hérault Rugby, né dans le désert de Syrie, ayant passé sa jeunesse à Raqqa.
- Abd al-Salam al-Ujayli (1918-2006), romancier, médecin et homme politique appartenant à la famille Al-Aajili et ayant très fortement contribué a l'essor de la ville.

## Galerie

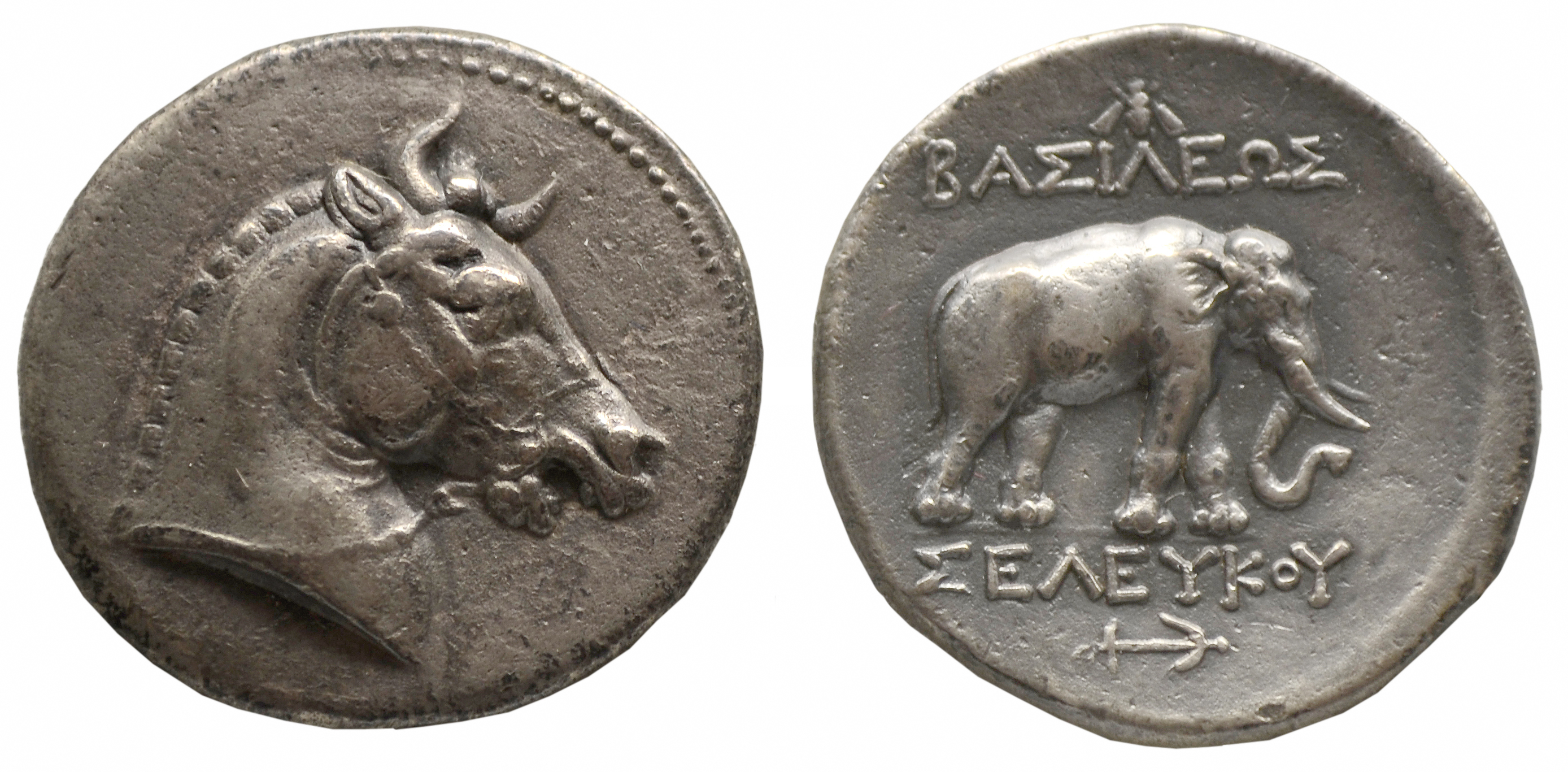
Tétradrachme de Séleucos Ier. Droit ; le cheval Bucéphale. Revers : éléphant avec l'inscription Basileos Seleukos (le roi Séleucos).
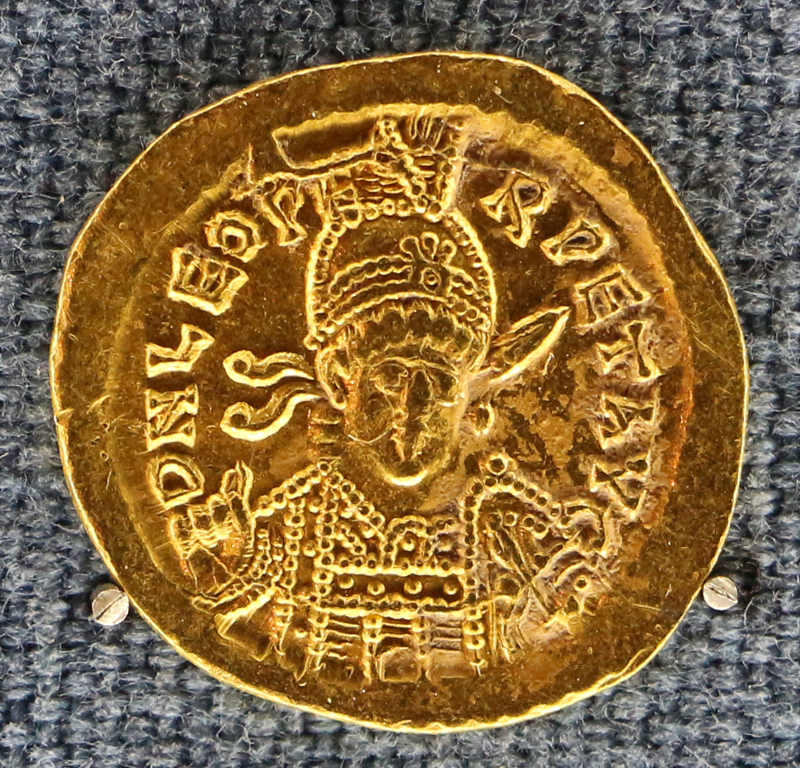
Monnaie de Léon Ier, empereur byzantin.
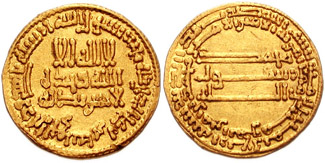
Monnaie du calife Hâroun ar-Rachîd.

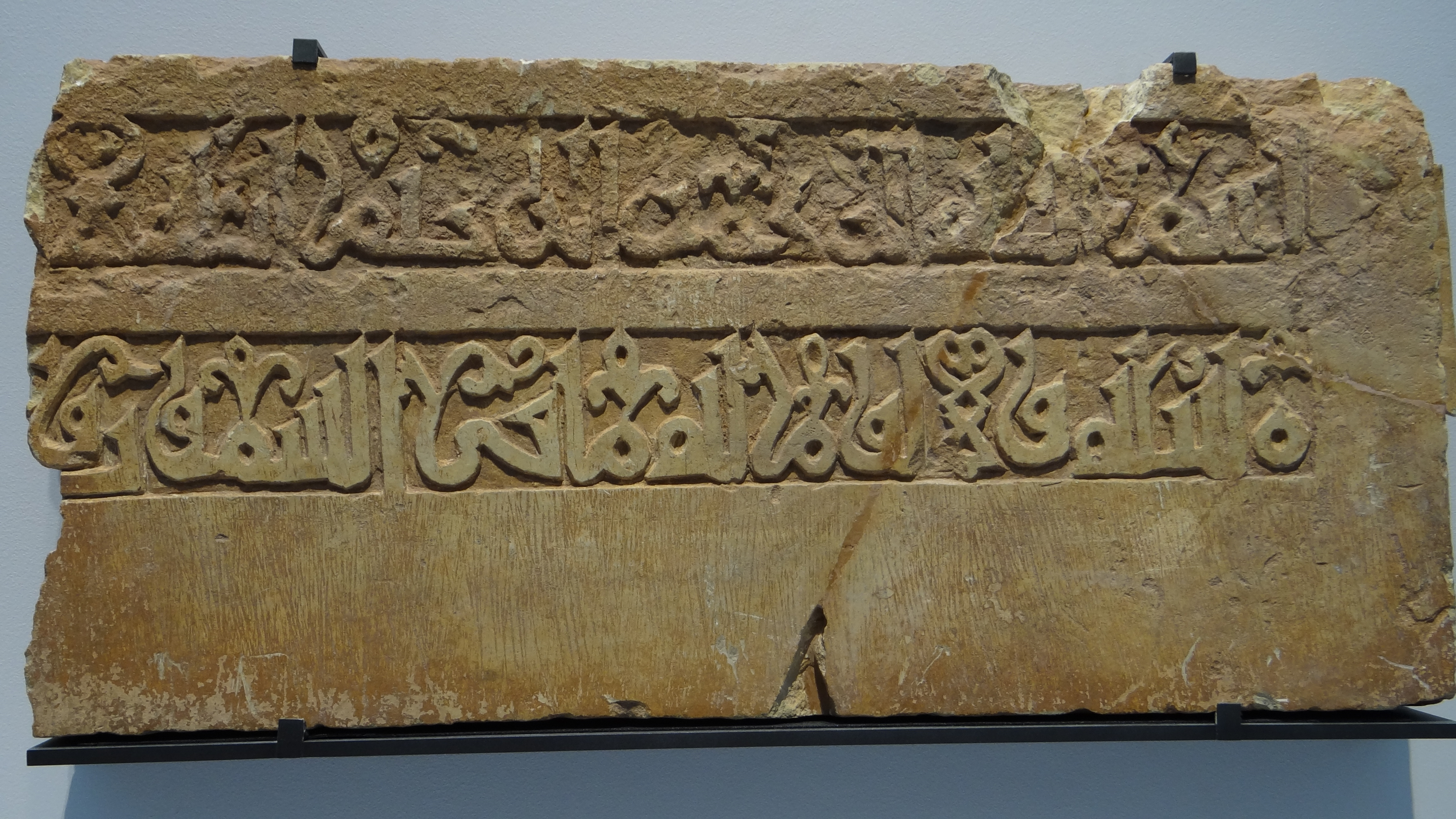
Fragment de frise architecturale provenant de Raqqa, inscription coranique en arabe anguleux (1100-1200) - Expo. Louvre-Lens, Galerie du Temps, don du comte F. Chandon de Briailles, 1955.
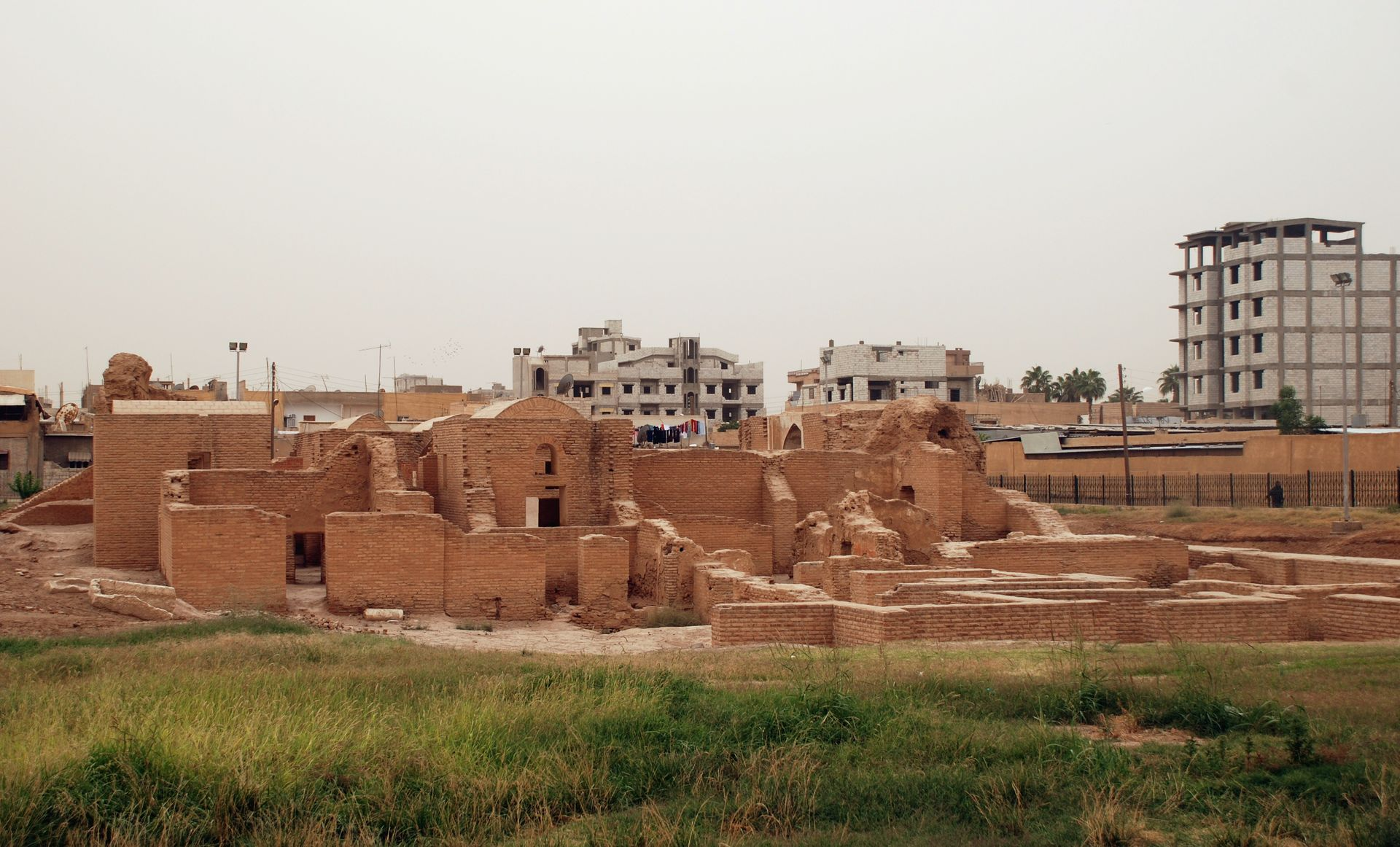
Ruines du Qasr al-Banat, 2009

### Filmographie
- Épisode 9 jours à Raqqa, premier épisode de la série La vie après Daech, d'une durée de 90 minutes. Réalisation de Xavier de Lauzanne. Diffusé pour la première fois le 5 octobre 2020 (en avant-première). Autres crédits : Ibrahim Maalouf.